# 邓作楷
邓作楷（？？—），男，中国政治人物，曾任中国农工民主党四川省委员会副主任委员，第三、四届全国政协委员。